# Isola delle Correnti
Die Isola delle Correnti (ital. ‚Insel der Ströme‘, aus lat. Currentium insula) ist eine kleine, heute unbewohnte Insel im Südosten Siziliens auf dem Territorium der Gemeinde Portopalo di Capo Passero. Sie liegt 90 Meter vor einer kleinen, sandigen Halbinsel, dem südlichsten Punkt der Insel Sizilien. Ein Wellenbrecher, der die Insel mit der Halbinsel verbindet, ist derzeit beschädigt und auf einer Länge von 30 Metern unterbrochen. Die felsige, ovale Insel ist 290 Meter lang und bis zu 140 Meter breit, bedeckt eine Fläche von rund 10.000 m² und steigt auf eine Höhe von 4 m s. l. m. an. Die Insel liegt im offenen Mittelmeer, hier Libysches Meer genannt. Die Scheide zum Ionischen Meer liegt etwa vier Kilometer weiter nordöstlich auf Capo Passero. Die Temperaturen sind recht hoch: Im Sommer steigt das Thermometer häufig über 37 °C, im Winter werden selten 5 °C unterschritten.
Auf der Insel befinden sich die Ruinen einiger verlassener Häuser sowie ein Leuchtturm. Auch das früher dauerhaft bewohnte Wohnhaus der Familie des Leuchtturmwärters, das seit Jahren verlassen ist, ist dem Verfall ausgesetzt. Die Insel wird heute nur noch von Badetouristen aufgesucht, die umliegenden Gewässer werden von Windsurfern genutzt. 
Die Insel ist nur spärlich mit Macchia bewachsen, zu den vorkommenden Arten gehören wilder Lauch und Kapernsträucher. Landtiere sind Igel und Kaninchen, es kommen einige Möwenarten und Albatrosse auf dem Eiland vor. Außerdem dient es als Rastplatz für Zugvögel auf dem Weg von und nach Afrika. Seit einigen Jahren erforschen Biologen der Universität Catania die Fortpflanzung einiger Insektenarten. Zusammen mit einem rund 5 Hektar großen Küstenstreifen wurde die Insel unter Naturschutz gestellt.